# Hôtel de Franquemont
L'hôtel de Franquemont est un hôtel particulier situé dans la ville de Montbéliard dans le Doubs.

## Histoire
La famille de Franquemont a possédé l'édifice de 1397 à 1580. Cette famille était issue d'une branche bâtarde des comtes de Montbéliard et possédait une seigneurie à son nom (seigneurie de Franquemont).
En 1559, le bâtiment est entièrement reconstruit.
Au cours de l'histoire, le bâtiment fut propriété des familles Gueldrich, Sponeck, Forstner et Villars.
Les façades et toitures, la tour d'escalier, le puits dans l'angle Sud-Est de la cour, la cave de l'angle Sud-Est du corps principal, y compris les vestiges des remparts font l’objet d’une inscription au titre des monuments historiques depuis le 10 octobre 1989.

## Intégration dans la ville
Au Moyen Âge, l'hôtel se trouvait près de la porte Pouhat (ou porte Saint-Pierre), une ouverture sur les fortifications, démantelés sous Louis XIV. Le bâtiment avait sans doute une vocation défensive. D'ailleurs, une partie des vestiges des remparts se trouvant sur la propriété est protégée. La disposition actuelle des pavés dans la rue de Belfort permet encore de deviner l'emplacement de la porte.

## Architecture
L'édifice en pierre suit un plan régulier. Il possède un sous-sol, un étage carré et un étage en comble. Il possède plusieurs escaliers dont un à vis. En sous-sol du corps de bâtiment principal, il existe deux caves voûtées en berceau. Le puits présent dans la cour de l'édifice y est toujours visible.